# Eusquemonins
Els eusquemonins (Euschemoninae) són una subfamília de lepidòpters papilionoïdeus de la família dels hespèrids (Hesperiidae), amb una única espècie australiana (Euschemon rafflesia). Es tracta d'una papallona de mida petita i de colors vius.